# Beata Pacut-Kłoczko
Beata Anna Pacut-Kłoczko (13 de diciembre de 1995) es una deportista polaca que compite en judo.
Ganó una medalla de bronce en el Campeonato Mundial de Judo de 2022 y una medalla de oro en el Campeonato Europeo de Judo de 2021, ambas en la categoría de –78 kg.

## Palmarés internacional
| Campeonato Mundial | Campeonato Mundial   | Campeonato Mundial | Campeonato Mundial |
| Año                | Lugar                | Medalla            | Categoría          |
| ------------------ | -------------------- | ------------------ | ------------------ |
| 2022               | Taskent (Uzbekistán) | Medalla de bronce  | –78 kg             |
| Campeonato Europeo |                      |                    |                    |
| Año                | Lugar                | Medalla            | Categoría          |
| 2021               | Lisboa (Portugal)    | Medalla de oro     | –78 kg             |